# Unión Juventud Armenia
Unión Juventud Armenia (UJA, Արմենիա Երիտասարդական Միութիւն, Armenian Youth Federation), es la organización juvenil de la Federación Revolucionaria Armenia Armenian Revolutionary Federation- Հայ Յեղափոխական Դաշնակցութիւն, y como tal es miembro pleno de la Unión Internacional de Juventudes Socialistas IUSY.
UJA es un espacio de formación en la identidad nacional armenia y compromiso con la lucha por los Derechos Humanos, con la ideología de la FRA, y la lucha de liberación nacional armenia.

## Actividad
UJA realiza una importante labor en defensa de los Derechos Humanos, y en particular en su lucha por la Causa Armenia, el reconocimiento internacional del Genocidio Armenio y el fortalecimiento democrático de las Repúblicas de Armenia y Nagorno Karabagh.
A su vez, se propone desarrollar valores de igualdad, justicia, solidaridad, democracia y equidad entre sus miembros y entre la juventud armenia en general.
Los miembros de UJA participan de Encuentros Formativos, Campamentos, Seminarios, etc. a nivel regional y mundial, que se inscriben en el marco de capacitación continua que la institución se propone, como único medio para alcanzar sus objetivos y servir mejor a los intereses del pueblo armenio.
Cada nuevo aniversario del Genocidio Armenio perpetrado por el Estado Turco, UJA organiza en toda Sudamérica marchas de reivindicación, vigilas de conmemoración, actividades de difusión al público y en instituciones educativas, actos culturales, publicaciones, pegatinas, etc., reclamando justicia por el asesinato de un millón y medio de armenios y ejerciendo la memoria activa, como elemento central en la construcción de relaciones justas entre los pueblos.

### UJA y el movimiento progresista
En los últimos años, Unión Juventud Armenia, ha participado en numerosos foros locales, regionales e internacionales, intentando integrar su militancia en el marco de los movimientos sociales de orientación progresista que se desarrollan en el continente, fomentando su compromiso con la lucha por los Derechos Humanos y la justicia social, en sociedades profundamente desiguales.
UJA participa en actividades vinculadas al reclamo de otros pueblos víctimas de violaciones a los Derechos Humanos, tales como los pueblos latinoamericanos víctimas del terrorismo de Estado, el pueblo palestino, el pueblo judío, etc.

#### Foros y Congresos regionales e internacionales
| Actividad                        | Lugar             | Fecha           | Participación |
| -------------------------------- | ----------------- | --------------- | --- |
| 1.er Foro Social de las Américas | Quito             | 25 al 30/7/2004 | Miembros de UJA y AYF presentan temas referidos a los derechos del pueblo armenio.                                          |
| Congreso Anual de la IUSY        | Santiago de Chile | 3 y 4/12/2004   | Miembros de UJA representan a la Juventud de la FRA,y obtienen el reconocimiento del Genocidio Armenio por parte de la IUSY |
| V Foro Social Mundial            | Porto Alegre      | 26 al 30/1/2005 | Miembros de UJA plantean actividades referidas al Genocidio Armenio, para un público de 200.000 activistas sociales.        |
| Congreso Anual de la IUSY        | Zacatecas         | 23-25/1/09      | Miembros de UJA y AYF representan a la Juventud de la FRA en el Congreso.                                                   |

## Estructura
Unión Juventud Armenia es parte de la estructura de las organizaciones juveniles y estudiantiles de la FRA, las que cuentan con presencia en los cinco continentes, involucrando a más de 10 000 jóvenes.
Los militantes de Unión Juventud Armenia se organizan en filiales de acuerdo a su localidad de residencia, cada una de las cuales cuenta con una Comisión Directiva electa por los miembros de la filial.
La Asamblea de Representantes (Պատքամաւորական Ժողով) es el órgano máximo de la institución, que elige a la Comisión Central Sudamericana por un período de dos años.
Las actividades regionales de las organizaciones juveniles y estudiantiles son coordinadas por la
Oficina de la Juventud del Buró de la FRA, con sede en la capital de Armenia, Ereván.

### Revista GAMK
El órgano oficial de la Comisión Central de UJA es la revista GAMK (Կամք, voluntad), que se edita periódicamente. La misma puede consultarse en su versión digital en el sitio oficial de Unión Juventud Armenia

### Filiales
| Ciudad                | Filial                |
| --------------------- | --------------------- |
| Palermo, Buenos Aires | "Arshavir Shiraguian" |
| Flores, Buenos Aires  | "Stepan Zaghiguian"   |
| Valentín Alsina       | "Soghomon Tehlirian"  |
| Córdoba               | "Aram Yerganian"      |
| Montevideo            | "Misak Torlakian"     |

### Badanegan Miutiun
El panorama de las organizaciones juveniles de la FRA en Sudamérica lo completa el Badanegan Miutiun, unión de adolescentes, que tiene por objetivo promover la autogestion individual y grupal, incentivar la participación de los adolescentes en la sociedad, y fortalecer la identidad armenia.

## Historia
(Los puntos 3.1,3.2 y 3.3 fueron tomados y adaptados de "UJA: medio siglo de vida en Sudamérica", investigación de Carlos L. Hassassian, publicado en la edición impresa del Diario Armenia, Buenos Aires, viernes 1º de marzo de 1991.)

### Antecedentes
Los refugiados armenios a causa del Genocidio Armenio de 1915-23 perpetrado por el Imperio otomano y la República de Turquía, arribaron a los puertos de Sudamérica entre los años 1922 y 1932, principalmente.
Uno de los primeros grupos juveniles del Río de la Plata, fue Չափահաս Որբերու Միութիւն(Unión de Huérfanos Adultos),que contaba con grupos de ambos sexos y se autodisolvió en 1936. Simultáneamente surgieron los Grupos de Aguiluchos (adolescentes) de HOM (Հ.Օ.Մ., Հայ Օգնութիան Միութիւն, Armenian Relief Society)tanto en Montevideo como en Buenos Aires. En estos grupos es donde se produce el primer cambio generacional entre los jóvenes sobrevivientes del Genocidio y los niños que comienzan a crecer en la Diáspora armenia.
A raíz de una actividad de estos grupos, Dicrán Avakian publica en el Diario Armenia del 7 de mayo de 1940 que era necesaria "una gran unión juvenil, en cuyas filas encuentren su lugar centenares de jóvenes dispersos."
La experiencia de una comunidad más antigua y organizada como la de los Estados Unidos, fue inspiradora para concretar una organización juvenil, como la Armenian Youth Federation, fundada en 1933.

### Arsen Mikaelian y la fundación de UJA
El activista de la Federación Revolucionaria Armenia Arsen Mikaelian, arribó a Sudamérica en 1940, haciendo una primera escala en San Pablo, donde tiene fructíferas relaciones con la comunidad y la juventud armenias.
El 22 de octubre de 1940 arriba a Buenos Aires, e inicia su labor de activista político entre los jóvenes armenios de la ciudad, así como también de Córdoba y Montevideo, a la par de ejercer la dirección del Diario Armenia.
La labor de Mikaelian dio como pronto resultado la conformación de los primeros grupos de jóvenes. Esto ameritó que el Diario Armenia en su edición del 26/2/41 anunciara que "más de 250 jóvenes, entre 15 y 25 años" se habían sumado a este movimiento juvenil. La nota continúa expresando que "Los pequeños núcleos crecieron día a día, provocando la admiración de los incrédulos. Estos adolescentes maravillosos, superando sus fronteras, sintieron la necesidad de fundir en un común denominador sus sueños y tendencias colectivas, dándole color y contenido, reclamando un congreso".

### 1º Congreso de Unión Juventud Armenia
Los grupos de jóvenes organizados en cada colectividad se dieron cita en la redacción, talleres y salones del Diario Armenia en Buenos Aires, el 23 de febrero de 1941. Las delegaciones de Córdoba y Montevideo arribaron el sábado 22, mientras que los jóvenes de San Pablo, lo habían hecho días atrás.
El domingo 23/2/41 a las 10 de la mañana, en la sede del diario de la calle El Salvador 4625/27, de la capital argentina, Dicran Avakian declaraba abierto el Congreso. Tras entonar la marcha patriótica Harach Nahadag, se eligió la mesa del Congreso, compuesta de la siguiente manera:
| Nombre            | Cargo      | Filial     |
| ----------------- | ---------- | ---------- |
| Parén Bazarian    | Presidente | San Pablo  |
| Garabed Levonian  | Presidente | Palermo    |
| Avedis Aprahamian | Secretario | Córdoba    |
| Hagop Kopushian   | Secretario | Montevideo |

Cada uno de los grupos existentes había enviado sus representantes, tal como se expresa en el siguiente cuadro.
| Nombre               | Filial                           |
| -------------------- | -------------------------------- |
| Parén Bazarian       | San Pablo                        |
| Varuyán Mirzakhanian | San Pablo (residente en Bs. As.) |
| Neyteh Avakian       | San Pablo (residente en Bs. As.) |
| Hagop Kopushian      | Montevideo                       |
| Seropé Demirdjian    | Montevideo                       |
| Avedis Aprahamian    | Córdoba                          |
| H. Keochguerian      | Córdoba                          |
| Movsés Berberian     | Palermo, Bs. As.                 |
| Garabed Levonian     | Palermo, Bs. As.                 |
| Zavén Ghugassian     | Flores, Bs. As.                  |
| Garbís Shekerdemian  | Flores, Bs. As.                  |
| Aramig Boyadjian     | Valentín Alsina                  |
| Vartevar Hadjian     | Valentín Alsina                  |

Dicrán Avakian representaba al Diario Armenia, completando la nómina de 14 miembros con voz y voto. Participaron con voz consultiva Zavén Marutian-Terlemezian, Harutiún Sary-Kuyumdjian, Hagop Hovannesian, Sebuh Torkomian, Esteban Dokmetzian y Arsen Mikaelian.

#### Resoluciones del 1º Congreso
El Congreso inició sus actividades, centrándose en la redacción de sus objetivos y estatutos.
Se fijaron como objetivos iniciales:
1- Difundir el idioma armenio y los sentimientos de la armenidad entre los jóvenes de ambos sexos.
2- Impulsar el desarrollo físico, espiritual e intelectual de la juventud.
3- Contribuir a la propaganda armenia en los países en que habitan.
El Congreso estableció que la institución se denominaría Unión Juventud Armenia, y que las filiales llevarían nombres de notables armenios. Las mismas fueron denominadas Murad (Montevideo), Sebuh (Brasil), Antranik (Córdoba), Vartán (Palermo), Jrimian (V. Alsina) y Zartarian (Flores).
Las filiales serían de ambos sexos, y estarían abiertas a todos los jóvenes interesados, que serían instruidos de acuerdo a los planes de la institución.
También se reclamó una columna propia en el Diario Armenia, y se estableció un premio literario como estímulo a los jóvenes.

#### Elección de la 1.ª Comisión Central
Para concluir el Congreso fue elegida la primera Comisión Central de UJA, presidida por el artista Zavén Marutian-Terlemezian.

### Reformulación institucional
En 1978, Unión Juventud Armenia modificó su espectro de acción, sobre la base de los cambios producidos en la estructura institucional de las colectividades armenias de Sudamérica.
Hasta entonces, UJA había desarrollado durante décadas su labor a nivel cultural, deportivo, y social, siendo uno de los principales abanderados de la lucha por la Causa Armenia y la construcción de una Armenia Libre, Unide e Independiente.
Con el inicio de las actividades en toda la región de instituciones deportivas y culturales pertenecientes a la familia de la FRA, Unión Juventud Armenia consolidó su perfil como organización juvenil de la Federación Revolucionaria Armenia.

### Etapa reciente
Desde 2003 se produce un resurgimiento del movimiento juvenil de la FRA en Sudamérica, con el inicio de un nuevo ciclo en las filiales de UJA y Badanegan Miutiun.
La etapa que se inicia se caracteriza por una sólida actividad a nivel local, a partir de metodologías y paradigmas participativas, procurando que la labor de las organizaciones juveniles vuelque su aporte a todos los espacios de las colectividades armenias de Sudamérica. La realización de un campamento en Tigre en diciembre de 2003 con más de un centenar de jóvenes marca el hito de este nuevo ciclo.
Tras el campamento se suceden los encuentros inter-filiales en Buenos Aires, Córdoba y Montevideo. En ese marco se realiza el Seminario Panamericano de Organizaciones Juveniles de la FRA (23-27/3/2005),en Buenos Aires, con participación de jóvenes de UJA de Sudamérica, y de la juventud de la FRA de EE. UU. AYF y Canadá (ARFYOC).
Durante 2006, se celebró el 65º Aniversario de la institución en cada una de las filiales, incluyendo una serie de recitales de Karnig Sarkissian, a beneficio de las víctimas de la invasión israelí al Líbano. También se desarrolló un Seminario de Capacitación en Buenos Aires, donde participaron como expositores Atilio Borón, Khatchik Der Ghoughassian, Mario Nalpatian, Pedro Mouratian, Avedis Izmirlian, entre otros.
En abril de 2007 se desarrolló la Asamblea de Representantes en Montevideo, que eligió la Comisión Central para el período 2007-2009, aprobando propuestas tendientes a consolidar la labor de la instución profundizando el compromiso de los militantes con la ideología de la FRA, fortalecer la coordinación con otras organizaciones juveniles armenias y locales, y alimentar el intercambio Armenia- Diáspora
En mayo de 2009, la siguiente Asamblea de Representantes centró las propuestas para el período 2009-2011, en el fortalecimiento de los espacios de participación juvenil a nivel comunitario, y en el ejercicio de una militancia activa en defensa de los Derechos Humanos y de las reivindicaciones del pueblo armenio.

## Enlaces
- Sitio Oficial del Badanegan Miutiun de Sudamérica
- Sitio Oficial de Armenian Youth Federation Costa Este de los EE. UU.
- Sitio Oficial de Armenian Youth Federation Costa Oeste de los EE. UU.
- Sitio Oficial de Armenian Youth Federation de Canadá (ARFYOC)
- Sitio Oficial de Armenian Youth Federation de Grecia
- Sitio Oficial de la Juventud de la FRA de Alemania
- Sitio Oficial de la Juventud de la FRA del Líbano (enlace roto disponible en Internet Archive; véase el historial, la primera versión y la última).
- Sitio Oficial de Armenian Youth Federation de Australia

- Datos: Q6157034